# القرن 20
القرن العشرون هو الفترة الزمنية الممتدة من اليوم الأول لعام 1901 إلى اليوم الأخير من عام 2000 حسب التقويم الميلادي.
| عقد 1890 | 1890 | 1891 | 1892 | 1893 | 1894 | 1895 | 1896 | 1897 | 1898 | 1899 |
| عقد 1900 | 1900 | 1901 | 1902 | 1903 | 1904 | 1905 | 1906 | 1907 | 1908 | 1909 |
| عقد 1910 | 1910 | 1911 | 1912 | 1913 | 1914 | 1915 | 1916 | 1917 | 1918 | 1919 |
| عقد 1920 | 1920 | 1921 | 1922 | 1923 | 1924 | 1925 | 1926 | 1927 | 1928 | 1929 |
| عقد 1930 | 1930 | 1931 | 1932 | 1933 | 1934 | 1935 | 1936 | 1937 | 1938 | 1939 |
| عقد 1940 | 1940 | 1941 | 1942 | 1943 | 1944 | 1945 | 1946 | 1947 | 1948 | 1949 |
| عقد 1950 | 1950 | 1951 | 1952 | 1953 | 1954 | 1955 | 1956 | 1957 | 1958 | 1959 |
| عقد 1960 | 1960 | 1961 | 1962 | 1963 | 1964 | 1965 | 1966 | 1967 | 1968 | 1969 |
| عقد 1970 | 1970 | 1971 | 1972 | 1973 | 1974 | 1975 | 1976 | 1977 | 1978 | 1979 |
| عقد 1980 | 1980 | 1981 | 1982 | 1983 | 1984 | 1985 | 1986 | 1987 | 1988 | 1989 |
| عقد 1990 | 1990 | 1991 | 1992 | 1993 | 1994 | 1995 | 1996 | 1997 | 1998 | 1999 |
| عقد 2000 | 2000 | 2001 | 2002 | 2003 | 2004 | 2005 | 2006 | 2007 | 2008 | 2009 |

يعتبر القرن 20 فترةً زمنيةً حافلةً بالأحداث التاريخية إلى جانب التطور الكبير في وسائل الاتصال والنقل. ويمكن القول أن القرن 20 هو عصر التكنولوجيا بامتياز.
من أبرز وقائع القرن العشرين، وأعمقها تأثيرًا وامتدادًا الحرب العالمية الأولى التي غيّرت أجزاء كبيرة من أوروبا والشرق الأوسط بطرق لها تبعات باقية إلى اليوم واستبدلت الإمبراطوريات الروسية والألمانية والنمساوية المجرية والعثمانية بدول جديدة قائمة على القوميات. فرضت القوى الأربع المملكة المتحدة وفرنسا والولايات المتحدة وإيطاليا شروطها في سلسلة من المعاهدات ساهمت في صعود الحزب النازي  ونشوب الحرب العالمية الثانية التي ترتب عليها تبدلات عميقة في العلاقات الدولية، منها بروز الولايات المتحدة الأميركية والاتحاد السوفياتي كقوتين كبيرتين حلتا محل الإمبراطوريتين الاستعماريتين البريطانية والفرنسية. وظهور حركات الاستقلال عن الاستعمار في القارات كافة. ونشوء منظمة الأمم المتحدة.ثم اندلاع الحرب الباردة بين القطبين الولايات المتحدة والاتحاد السوفيتي. وفي نهاية القرن سقط الاتحاد السوفيتي ليبدأ عصر القطب الأوحد، حيث تطورت التكنولوجيّا بشكل مخيف ونظام الاتصالات والفضائيات واكتشافات علمية حديثة سواء كان ذلك في مجال الطب والفيزياء والكيمياء.

## أحداث

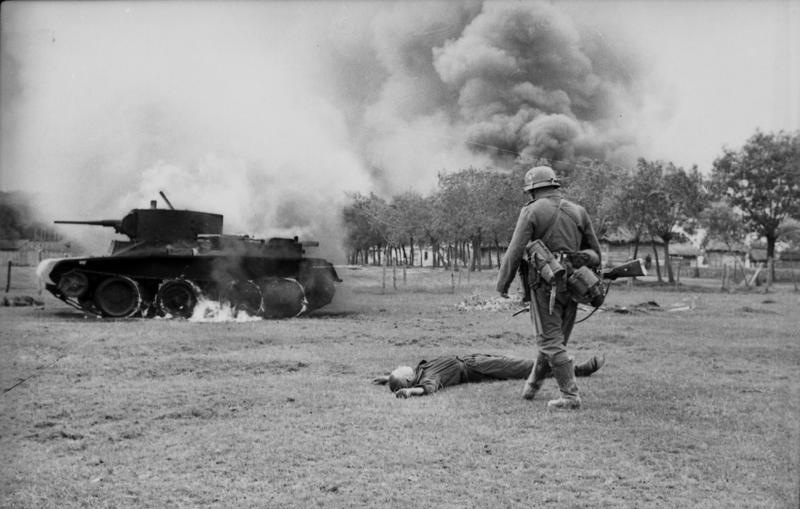
جبهة اوكرانيا في الحرب العالمية الثانية، سنة 1941.

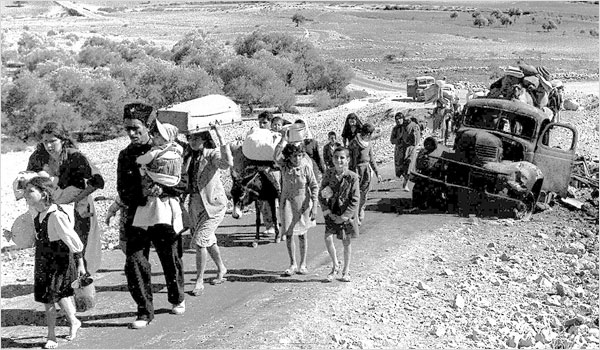
حرب 1948 واحتلال فلسطين وإعلان قيام دولة إسرائيل.

- 1901 اتحاد أستراليا في يناير بإتحاد المستعمرات البريطانية الستة المستقلة وتأسيس الكومنولث الأسترالي.
- 1901 وفاة فيكتوريا ملكة المملكة المتحدة وأيرلندا في يناير وخلفها إدوارد السابع.
- 1901 اغتيال رئيس الولايات المتحدة ويليام ماكينلي في سبتمبر وخلفه ثيودور روزفلت.
- 1902 انتهاء حرب البوير الثانية في مايو في جنوب أفريقيا بانتصار الجيش البريطاني وأصبحت جمهورية ترانسفال ودولة الأورانج الحرة مستعمرتان تحت التاج البريطاني.
- 1902 انتهاء الحرب الفليبينية الأمريكية في يونيو باستمرار الاحتلال الأمريكي للفلبين
- 1902 منح الرئيس الأمريكي ثيودور روزفلت جمهورية كوبا الاستقلال رسميا عن الولايات المتحدة في مايو.
- 1903 وقوع التطهير العرقي في ناميبيا وهي أول إبادة جماعية في القرن العشرين جرت في جنوب غرب أفريقيا الألمانية.
- 1903 استقلال بنما بتوقيع معاهدة هاي بونو فاريا بين الولايات المتحدة وبنما.
- 1904 توقيع الاتفاق الودي بين الإمبراطورية البريطانية والجمهورية الفرنسية لتسوية نزاعات استعمارية.
- 1904 هجوم إمبراطورية اليابان على بورت آرثر أشعل الحرب الروسية اليابانية.
- 1905 انتهاء الحرب الروسية اليابانية بانتصار اليابان وفرض الحماية علي كوريا
- 1905 اندلاع ثورة في الإمبراطورية الروسية أدت إلى إقامة  ملكية دستورية محدودة  ونظام متعدد الأحزاب.
- 1905 بدء الثورة الدستورية الفارسية علي شاه الدولة القاجارية مظفر الدين شاه.
- 1905 التقسيم الأول للبنغال حيث فصل التقسيم المناطق الشرقية ذات الأغلبية المسلمة عن المناطق الغربية  الهندوسية.
- 1905 أعلن البرلمان النرويجي عن حل الاتحاد بين السويد والنرويج ونالت النرويج على استقلالها الكامل.
- 1906 بدأت الولايات المتحدة احتلال كوبا الثاني بعد انهيار حكومة الرئيس الكوبي توماس إسترادا بالما لحماية المصالح الأمريكية في كوبا.
- 1907 توقيع الوفاق الثلاثي اتحاد عسكري  بين المملكة المتحدة والجمهورية الفرنسية والإمبراطورية الروسية.
- 1907 انتهاء الثورة الدستورية الفارسية في الدولة القاجارية بإنشاء البرلمان.
- 1908: ثورة تركيا الفتاة في الدولة العثمانية أدت إلى إعادة العمل بالدستور العثماني المعلق.
- 1908 استقلال بلغاريا عن الدولة العثمانية في أكتوبر وتأسيس مملكة بلغاريا وتتويج فرديناند الأول ملك بلغاريا
- 1908 تنازل المولى عبد العزيز سلطان المغرب عن العرش، و المولى عبد الحفيظ يتولى الحكم.
- 1908 ضمت الإمبراطورية النمساوية المجرية أراضي البوسنة والهرسك إليها مما تسبب في الأزمة البوسنية حيث أثار الضم احتجاجات الدول الكبرى.
- 1909 غادرت قوات الولايات المتحدة كوبا بعد انتخاب خوسيه ميغيل غوميز رئيس لكوبا.
- 1909 انتهاء ولاية رئيس الولايات المتحدة ثيودور روزفلت في مارس وانتخب خلفه ويليام هوارد تافت.
- 1909 فشل الانقلاب العثماني المعاكس مضاد لثورة تركيا الفتاة وأدى لخلع السلطان العثماني عبد الحميد الثاني وتنصيب أخيه محمد الخامس في أبريل.
- 1909 أدت ثورة بلاد فارس إلى تنحي الشاه محمد علي شاه وخلفه ابنه أحمد ميرزا القاجاري في يوليو.
- 1910 اندلاع الثورة المكسيكية بانتفاضة  شعبية مسلحة بعد اتهام الرئيس المكسيكي بورفيريو دياز بتزوير الانتخابات.
- 1910 وفاة إدوارد السابع ملك المملكة المتحدة وأيرلندا وخلفه جورج الخامس.
- 1910 توحيد المستعمرات في جنوب أفريقيا وتأسيس اتحاد جنوب أفريقيا تحت سلطان الإمبراطورية البريطانية.
- 1910 أطاحت ثورة 5 أكتوبر في البرتغال بالنظام الملكي وإعلان جمهورية البرتغال الأولى.
- 1910 ضمت إمبراطورية اليابان كوريا.
- 1910 إعلان نيكولا الأول ملك الجبل الأسود أول ملك لمملكة الجبل الأسود في أغسطس.
- 1910 اندلاع الثورة الألبانية ضد سياسات الدولة العثمانية في ألبانيا.
- 1911 أصبحت نيودلهي عاصمة الراج البريطاني.
- 1911 أدت الحرب العثمانية الإيطالية في سبتمبر إلى الغزو الإيطالي لليبيا.
- 1911 أطاحت ثورة شينهاي في أكتوبر بسلالة تشينغ الحاكمة في الصين وتقضي على أكثر من ألفي عام من الحكم الإمبراطوري للبلاد.
- 1911 أزمة أغادير أزمة عالمية نتجت عن منافسة القيصرية  الألمانية لفرنسا وإسبانيا في  المغرب وانتهت بحصول ألمانيا على جزء من الكونغو  مقابل تخليها عن المغرب لكل من فرنسا وإسبانيا.
- 1912 إعلان قيام جمهورية الصين في يناير ويُعد سون يات سين أول رئيس للصين  ومؤسس الكومينتانغ.
- 1912 تنحي المولى عبد الحفيظ سلطان المغرب عن العرش، وتولي أخيه يوسف بن الحسن الحكم.
- 1912 إعلان الحماية الفرنسية على المغرب في مارس.
- 1912 اندلاع حرب البلقان الأولى بين الدولة العثمانية ودول اتحاد البلقان وهي بلغاريا  وصربيا واليونان والجبل الأسود في أكتوبر
- 1912 احتلال الولايات المتحدة لنيكاراغوا جزء من حروب الموز.
- 1913 أدى الانقلاب العسكري العثماني 1913 في يناير إلى الإطاحة بالصدر الأعظم  كامل باشا من السلطة وتولّى أنور باشا السلطة.
- 1913 انتهاء ولاية رئيس الولايات المتحدة ويليام هوارد تافت في مارس وانتخب خلفه وودرو ويلسون.
- 1913 انتهت حرب البلقان الأولى بعد خسارة الدولة العثمانية لغالبية أراضيها في أوروبا بتوقيع معاهدة لندن في مايو التي أقرت استقلال وقيام دولة ألبانيا.
- 1913 اندلاع حرب البلقان الثانية بين بلغاريا من جهة وصربيا واليونان ورومانيا والجبل الأسود والدولة العثمانية من جهة أخرى. وانتهت الحرب بتوقيع معاهدة بوخارست في أغسطس.
- 1914 اغتيال الأرشيدوق النمساوي فرانز فرديناند في سراييفو في يونيو مما أدى لقصف الإمبراطورية النمساوية المجرية لصربيا فأعلنت الإمبراطورية الروسية التعبئة ومن ثم اندلاع الحرب العالمية الأولى بإعلان القيصرية الألمانية الحرب على الإمبراطورية الروسية وسرعان ما استقطبت التحالفات المتشابكة جميع القوى الأوروبية فتدخلت فرنسا والمملكة المتحدة لدعم روسيا.
- 1914 إعلان الحماية البريطانية على مصر في ديسمبر بعد عزل الإنجليز الخديوي عباس حلمي الثاني وتنصيب عمه حسين كامل سلطانا.
- 1915 احتلال الولايات المتحدة لهايتي.
- 1915 الإبادة الجماعية للأرمن في الدولة العثمانية.
- 1915 توقيع إتفاقية لندن إتفاق سري بين إيطاليا ودول الوفاق الثلاثي أدى لتدخل إيطاليا إلى جانب الحلفاء في الحرب العالمية الأولى.
- 1916 أطلق الجمهوريون الأيرلنديون ثورة عيد الفصح لإنهاء الحكم البريطاني في أيرلندا.
- 1916 بدء عصر أمراء الحرب في الصين.
- 1916 تولّي ديفيد لويد جورج رئيس وزراء المملكة المتحدة خلفا لإتش إتش أسكويث.
- 1916 بدء الثورة العربية الكبرى في يونيو ثورة مسلحة بدأت في الحجاز بقيادة الشريف الحسين بن علي ضد الدولة العثمانية.
- 1917 اندلاع الثورة الروسية في فبراير التي قضت على الإمبراطورية الروسية وبداية الحرب الأهلية الروسية.
- 1917 انضمت الولايات المتحدة الأمريكية إلى الحلفاء في الحرب العالمية الأولى في أبريل.
- 1917 اندلاع الثورة البلشفية في روسيا في أكتوبر قادها البلاشفة بقيادة فلاديمير لينين وقائد الجيش الأحمر ليون تروتسكي وأدت لإقامة جمهورية روسيا الاتحادية الاشتراكية السوفيتية.
- 1917 انتهت معركة غزة الثالثة بانتصار جيش المملكة المتحدة على الدولة العثمانية وضم غزة للانتداب البريطاني في نوفمبر. .
- 1917 أصدرت حكومة المملكة المتحدة في نوفمبر وعد بلفور لإنشاء وطن قوميّ للشعب اليهوديّ في فلسطين.
- 1917 بدء الحرب الأوكرانية السوفييتية في ديسمبر.
- 1918 وقعت معاهدة بريست ليتوفسك في مارس بين الحكومة البلشفية الجديدة في روسيا  ودول المحور(القيصرية الألمانية، الإمبراطورية النمساوية المجرية، بلغاريا، الدولة العثمانية). أنهت هذه المعاهدة مشاركة روسيا في الحرب العالمية الأولى.
- 1918 معركة أميان في أغسطس هي البداية لهجوم الحلفاء الذي عُرف  بهجوم المائة يوم الذي أنهى الحرب العالمية الأولى بهزيمة القيصرية الألمانية.
- 1918 إعلان قيام جمهورية تشيكوسلوفاكيا رسمياً في أكتوبر نتيجة اتحاد خمسة مناطق مستقلة عن الإمبراطورية النمساوية المجرية
- 1918 أنهت هدنة مودروس الموقعة في أكتوبر القتال في الشرق الأوسط بين الدولة العثمانية  والحلفاء  خلال الحرب العالمية الأولى
- 1918 قامت القوات الفرنسية والبريطانية والإيطالية باحتلال إسطنبول في نوفمبر.
- 1918 توقيع هدنة كومبين الأولى في نوفمبر بين القيصرية الألمانية والحلفاء أنهت الحرب العالمية الأولى.
- 1918 اندلاع الحرب البولندية الأوكرانية بسبب الصراع على منطقة غاليسيا بعد تفكك الإمبراطورية النمساوية المجرية في نوفمبر.
- 1919 استقلال كلا من بولندا وأوكرانيا وروسيا البيضاء وفنلندا وغيرهما من الدول عن روسيا السوفييتية.
- 1919 انتهت الحرب الأهلية الفنلندية في مايو بانتصار المحافظين على الأشتراكيين وإنهاء الوجود العسكري الروسي.
- 1919 اندلعت الثورة الألمانية في القيصرية الألمانية انتهت بتنازل القيصر فيلهلم الثاني وإعلان الجمهورية الألمانية التي عرفت  بجمهورية فايمار في أغسطس.
- 1919 إنشاء مملكة آيسلندا ودولة السلوفينيين والكروات والصرب في أكتوبر.
- 1919 احتلال المملكة المتحدة لفلسطين.
- 1919 أسّس يحيى حميد الدين المتوكل المملكة المتوكلية اليمنية بعد خروج العثمانيين.
- 1919 إعلان جمهورية أذربيجان الديمقراطية. بدء الحرب الأرمنية الأذربيجانية.
- 1919 اندلاع الحرب البولندية السوفيتية.
- 1919 اندلاع الثورة في مارس احتجاجا على السياسة البريطانية في السلطنة المصرية عقب الحرب العالمية الأولى بقيادة الوفد المصري برئاسة سعد زغلول.
- 1919: توقيع معاهدة فرساي في يونيو التي أعادت رسم الحدود الدولية بعد الحرب العالمية الأولى وتأسيس عصبة الأمم.
- 1919 بدء حرب الاستقلال التركية في مايو.
- 1919 انتهاء الحرب البولندية الأوكرانية في يوليو بانتصار بولندا.
- 1920 الانتداب البريطاني على فلسطين.
- 1920 انتهاء حرب أرمينيا وأذربيجان في نوفمبر باحتلال أذربيجان وأرمينيا من قبل جمهورية روسيا الاتحادية الاشتراكية السوفيتية.
- 1921 أصبح أدولف هتلر فوهرر لالحزب النازي كما بدأ التضخم الجامح في جمهورية فايمار.
- 1921 انتهاء ولاية رئيس الولايات المتحدة وودرو ويلسون في مارس وأنتخب خلفه وارن جي. هاردينغ.
- 1921 تعيين الملك فيصل الأول ملكا على المملكة العراقية تحت الأنتداب البريطاني.
- 1921 غزو جمهورية روسيا الاتحادية الاشتراكية السوفيتية لجورجيا في مارس.
- 1922 ألغت الجمعية الوطنية التركية الكبرى السلطنة العثمانية وخلع السلطان السلطان محمد السادس في نوفمبر.
- 1922 تأسيس الدولة الأيرلندية الحرة بينما بقيت مقاطعة أيرلندا الشمالية داخل المملكة المتحدة.
- 1922 حل اتحاد كوستاريكا وغواتيمالا وهندوراس والسلفادور.
- 1922 بموجب تصريح 28 فبراير حصلت المملكة المصرية على الاستقلال من المملكة المتحدة رغم بقاء القوات البريطانية في قناة السويس.
- 1922 بعد مسيرة الزحف على روما دعي ملك إيطاليا فيكتور عمانويل الثالث بينيتو موسوليني لتشكيل الحكومة في أكتوبر.
- 1922 تشكيل الاتحاد السوفيتي في ديسمبر أول دولة شيوعية في العالم.
- 1923 محاولة انقلاب بير هول، وهي محاولة للإطاحة بجمهورية فايمار وانتهت بالفشل وسجن أدولف هتلر لفترة قصيرة.
- 1923 انقلاب بريمو دي ريفيرا في إسبانيا حل البرلمان وأنشأ حكومة عسكرية.
- 1923 وفاة رئيس الولايات المتحدة وارن جي. هاردينغ في أغسطس وخلفه كالفين كوليدج.
- 1923 انتهاء حرب الاستقلال التركية بتوقيع معاهدة لوزان وانتخاب مصطفى كمال أتاتورك أول رئيس لجمهورية تركيا وأصبحت أنقرة عاصمة تركيا بدلاً من إسطنبول.
- 1924 وفاة فلاديمير لينين في يناير واشتعال الصراع على السلطة بين ليون تروتسكي وجوزيف ستالين.
- 1924 ألغى مصطفى كمال أتاتورك الخلافة الإسلامية في مارس.
- 1924 اندلعت ثورة في اليونان في مارس أطاحت بجورج الثاني ملك اليونان وقيام الجمهورية.
- 1925 أصبح بينيتو موسوليني ديكتاتورا في إيطاليا.
- 1925 قام رضا بهلوي بانقلاب ضد الشاه  أحمد ميرزا القاجاري آخر شاهات الدولة القاجارية في ديسمبر مؤسسا الدولة البهلوية في إيران.
- 1926 وفاة إمبراطور اليابان تايشو وخلفه ابنه هيروهيتو.
- 1927 أصبح جوزيف ستالين قائد الاتحاد السوفيتي.
- 1927 وفاة يوسف بن الحسن، وتولي نجله محمد الخامس بن يوسف الحكم في المغرب.
- 1927 بدء الحرب الأهلية الصينية بين القوات الموالية لحزب الكومينتانغ والقوات الموالية ل الحزب الشيوعي الصيني في أغسطس
- 1927 تأسيس مملكة الحجاز ونجد وملحقاتها تحت قيادة سلطان نجد عبد العزيز آل سعود في يناير
- 1928 تمكنت حكومة الكومينتانغ تحت قيادة شيانج كاي شيك من توحيد الصين وانتهاء عصر أمراء الحرب في الصين.
- 1928 أسس حسن البنا جماعة الإخوان المسلمين.
- 1929 انهيار وول ستريت وبداية الكساد العظيم.
- 1929 انتهاء ولاية رئيس الولايات المتحدةكالفين كوليدج في مارس وانتخب خلفه هربرت هوفر.
- 1929 البابا بيوس الحادي عشر يوقع اتفاقية لاتران مع الزعيم الإيطالي بينيتو موسوليني حيث اعترف بالفاتيكان دولة ذات سيادة. .
- 1930 قاد مهاتما غاندي مسيرة الملح وبدأ عصيان مدني في الراج البريطاني.
- 1930 الغت الانقلابات العسكرية الحكومات المدنية في بيرو والبرازيل.
- 1930 وفاة إمبراطور إثيوبيا زيوديتو في أبريل وخلفها هيلا سيلاسي.
- 1931 غادر ألفونسو الثالث عشر ملك إسبانيا  البلاد بعد فوز مرشحي الحزب الجمهوري بأغلبية الأصوات في الانتخابات وإعلان الجمهورية الإسبانية الثانية في أبريل.
- 1931 إعلان جمهورية الصين السوفيتية في نوفمبر برئاسة ماو تسي تونغ.
- 1931 منح قانون وستمنستر برلمانات دول الكومنولث استقلالًا كاملًا عن برلمان المملكة المتحدة.
- 1931 غزت إمبراطورية اليابان منشوريا الصينية في سبتمبر.
- 1932 إعلان قيام المملكة العربية السعودية  وأول ملوكها الملك عبد العزيز آل سعود.
- 1933 انتخاب أدولف هتلر مستشارًا لألمانيا في يناير.
- 1933 انتهاء ولاية رئيس الولايات المتحدة
- هربرت هوفر في مارس وانتخب خلفه فرانكلين روزفلت.
- 1933 انتهاء احتلال الولايات المتحدة لنيكاراغوا وهايتي ضمن سياسة حسن الجوار التي انتهجها الرئيس الأمريكي فرانكلين روزفلت.
- 1934: بدء الحكم الديكتاتوري في البرازيل وبوليفيا.
- 1934 أعلن أدولف هتلر نفسه فوهرر وتحولت جمهورية فايمر لألمانيا النازية في مارس.
- 1935 انتهت الحرب الإيطالية الإثيوبية الثانية في فبراير بنفي الإمبراطور هيلا سيلاسي واحتلال إيطاليا الإمبراطورية الإثيوبية وتوحيد مقاطعات  إريتريا والصومال الإيطالي وإثيوبيا لتشكيل مقاطعة شرق أفريقيا الإيطالية. وإعلان الملك الإيطالي فيكتور إيمانويل الثالث إمبراطورًا.
- 1935 غيّرت الدولة البهلوية اسمها إلى مملكة إيران.
- 1936 اندلاع الحرب الأهلية الإسبانية في يوليو بين الجمهوريين والملكيين بعد فشل انقلاب على الجمهورية الإسبانية الثانية.
- 1936 أمر جوزيف ستالين بتنفيذ التطهير الكبير في الاتحاد السوفيتي.
- 1936 أصبح إدوارد الثامن ملك المملكة المتحدة وأيرلندا الشمالية ملكً دول الكومنولث وإمبراطور الهند.
- 1936 تنازل إدوارد الثامن ملك المملكة المتحدة وأيرلندا الشمالية عن العرش لأخيه جورج السادس.
- 1936 اندلاع ثورة فلسطين في مايو والتي استمرت ستة أشهر ضد الإدارة البريطانية بسبب معارضة الهجرة اليهودية.
- 1937 بدأ الغزو الياباني للصين، وبداية الحرب العالمية الثانية في شرق آسيا.
- 1937 انتخاب نيفيل تشامبرلين رئيس وزراء المملكة المتحدة خلفا لستانلي بلدوين.
- 1938 ضغط أدولف هتلر على النمسا من أجل ضمها  لألمانيا وأطلق على عملية الاندماج مع النمسا اسم آنشلوس في مارس.
- 1938 ضمت ألمانيا تشيكوسلوفاكيا بموجب معاهدة ميونخ.
- 1938 انتهاء عملية التطهير الكبير في الاتحاد السوفيتي بعد إعدام ما يقرب من 700,000 شخص.
- 1939 انتهاء الحرب الأهلية الإسبانية في أبريل بالإطاحة بالجمهورية الإسبانية الثانية بعد انتصار فرانثيسكو فرانكو ليصبح ديكتاتور إسبانيا.
- 1939 توقيع الاتفاق الألماني السوفيتي معاهدة عدم الاعتداء بين ألمانيا النازية والاتحاد السوفيتي.
- 1939 أدى غزو ألمانيا النازية لبولندا في سبتمبر إلى بداية الحرب العالمية الثانية في أوروبا. بدأ الغزو السوفيتي لبولندا بعدها ب 16 يومًا.
- 1939 أعلنت كل من المملكة المتحدة  وفرنسا الحرب على ألمانيا النازية.
- 1939 قامت مملكة ايطاليا بغزو ألبانيا في أبريل وضمتها لها رسميا.
- 1940 تكبدت القوات البريطانية خسائر فادحة ولم تحقق أي انتصارات مما دفع رئيس الوزراء البريطاني نيفيل تشامبرلين إلى الاستقالة وخلفه وينستون تشرشل في مايو.
- 1940 قامت مملكة ايطاليا بإعلان الحرب على المملكة المتحدة وفرنسا في يونيو وبدأ حرب الصحراء ما بين إيطاليا وبريطانيا في ليبيا  ومصر، وانتهت المرحلة الأولى من القتال بهزيمة كبيرة للإيطاليين.
- 1940 شنت ألمانيا النازية هجوماً على كل من لوكسمبورغ وهولندا وبلجيكا وتابعت تقدمها تجاه فرنسا في مايو.
- 1940 بدء الغزو الإيطالي لفرنسا وسقوط العاصمة الفرنسية باريس بيد الألمان في يونيو.
- 1941 عملية بارباروسا قامت ألمانيا النازية بغزو الاتحاد السوفيتي في يونيو الذي أجبر الأخيرة على انضمامها كحليف لبريطانيا في الحرب العالمية الثانية.
- 1941 قامت إمبراطورية اليابان بشن هجمات سريعة في ديسمبر على الأراضي الأمريكية في هجوم بيرل هاربر في هاواي والمستعمرات البريطانية في جنوب شرق آسيا.
- 1942 انتصار الولايات المتحدة في معركة ميدواي علي إمبراطورية اليابان في يونيو.
- 1942 بدأت الولايات المتحدة بالدخول إلى المعركة الأوروبية في يونيو بإنزال جيوشها في إنجلترا لمشاركتها في المعارك ضد  ألمانيا.
- 1942 جرت معركة العلمين الثانية في أكتوبر  بين ألمانيا النازية بقيادة رومل والمملكة المتحدة بقيادة برنارد مونتغمري وفي الأخير تمكن الجيش البريطاني من الإنتصار على رومل.
- 1943 خسر الألمان معركة ستالينجراد ضد الاتحاد السوفيتي في فبراير وبعدها معركة كورسك.
- 1943 قامت قوات الحلفاء بغزو الأراضي الإيطالية من خلال صقلية في سبتمبر.
- 1943 استقلال لبنان وانسحاب القوات الفرنسية في نوفمبر.
- 1944 استطاع الحلفاء أخيرا الدخول إلى روما في يونيو أجبر ذلك مملكة إيطاليا على توقيع معاهدة استسلام.
- 1944 سقوط روما السريع أدى إلى تحرير فرنسا وبدأ إنزال النورماندي في يونيو لتحرير مناطق شمال غرب أوروبا والوصول إلى حدود ألمانيا الغربية،
- 1944 بدأت القوات اليابانية بفقد السيطرة على الأراضي التي احتلتها وذلك لأن القوات الأمريكية بدأت تسيطر على جزيرة تلو الأخرى في المحيط الهادي.
- 1945 انتهت الحرب العالمية الثانية أثر معركة الثغرة آخر هجمة مرتدة من ألمانيا للجهة الغربية- حين سيطرت القوات السوفياتية على برلين في شهر مايو، هذه الخسائر أدت إلى استسلام ألمانيا.
- 1945 سيطرت القوات الأمريكية على الجزر اليابانية أيوجيما وأوكيناوا وفي نفس الوقت أحكمت القوات البريطانية سيطرتها على جنوب شرق آسيا، مما أدى إلى استسلام إمبراطورية اليابان. أخيرا كان الغزو السوفياتي لمانشوكو ثم قامت الولايات المتحدة بشن هجوم نووي على مدينتي هيروشيما وناجازاكي اليابانيتين في أغسطس.
- 1945 تأسيس الأمم المتحدة على إثر انعقاد مؤتمر سان فرانسيسكو بالولايات المتحدة الأمريكية في يونيو.
- 1945 وفاة رئيس الولايات المتحدة فرانكلين روزفلت في أبريل وخلفه هاري ترومان.
- 1945 بعد هزيمة اليابان في الحرب العالمية الثانية أعلن الزعيم الأندونيسي سوكارنو الاستقلال وعيّن رئيس جمهورية إندونيسيا في أغسطس.
- 1946 جلاء القوات الفرنسية عن سوريا بعد إنتفاضة الإستقلال وإعلان استقلال سوريا في أبريل.
- 1946 وافقت الأمم المتحدة بعد نهاية الانتداب البريطاني الاعتراف بالأردن كمملكة مستقلة وإعلان عبد الله الأول بن الحسين أول ملوك المملكة الأردنية الهاشمية.
- 1946 أجبر أومبرتو الثاني ملك إيطاليا على التنازل عن العرش في يونيو  وأصبحت إيطاليا جمهورية بعد  الاستفتاء.
- 1947 إعلان أستقلال الهند البريطانية وتقسيمها لدولتين مستقلتين هما الهند وباكستان، بموجب قانون برلمان المملكة المتحدة في أغسطس.
- 1947 قسمت ألمانيا إلى أربع مناطق محتلة من الاتحاد السوفيتي والولايات المتحدة والمملكة المتحدة وفرنسا
- 1948 اندلاع حرب 1948 في فلسطين  بين كل من المملكة الأردنية الهاشمية والمملكة المصرية  ومملكة العراق وسوريا ولبنان  ضد المليشيات الصهيونية المسلحة في فلسطين  وانتهت بهزيمة الدول العربية وإنشاء دولة أسرائيل.
- 1948 اتحاد المناطق الألمانية الخاضعة للسيطرة الفرنسية والبريطانية والأمريكية مؤسسة الجمهورية الألمانية الفدرالية أما المنطقة الروسية تحولت إلى جمهورية ألمانيا الديمقراطية.
- 1950 اندلاع الحرب الكورية عندما هاجمت كوريا الشمالية تحت سيطرة الاتحاد السوفيتي كوريا الجنوبية وتوسع نطاق الحرب بعد تدخل الولايات المتحدة لجانب كوريا الجنوبية.
- 1950 بعد هزيمة الحزب الوطني الصيني المعروف باسم الكوميتانغ في الحرب الأهلية الصينية أمام قوات الحزب الشيوعي الصيني انتقلت الحكومة المهزومة إلى تايوان حيث أسست مدينة تايبيه  كعاصمة لجمهورية الصين في حين أسس أعضاء الحزب الشيوعي جمهورية الصين الشعبية.
- 1951 بعد انتهاء الوصاية على ليبيا واعلان دستور ليبيا الاتحادي واختيار  ادريس السنوسي  ملكا لالمملكة الليبية المتحدة في ديسمبر.
- 1952 وفاة جورج السادس ملك المملكة المتحدة وأيرلندا الشمالية في فبراير وخلفه ابنته إليزابيث الثانية
- 1952 قيام ثورة 23 يوليو تحرك عسكري قاده ضباط جيش مصريون أطاح بالحكم الملكي وإقامة جمهورية مصر برئاسة محمد نجيب في يوليو.
- 1953 انتهاء ولاية رئيس الولايات المتحدةهاري ترومان في يناير وانتخب خلفه دوايت آيزنهاور.
- 1953 انتهت الحرب الكورية بتوقيع اتفاق الهدنة الكورية التي يعتبر تقسيم شبه الجزيرة الكورية
- 1953 وفاة رئيس الأتحاد السوفيتي جوزيف ستالين في أكتوبر وخلفه جورجي مالينكوف
- 1953 أندلاع الثورة الكوبية في يوليو علي نظام الرئيس الكوبي الديكتاتوري فولغينسيو باتيستا
- 1954 اندلاع الحرب الباردة بين الولايات المتحدة والإتحاد السوفيتي
- 1954 اندلاع ثورة التحرير الجزائرية ضد فرنسا في نوفمبر.
- 1955 تنحي رئيس الأتحاد السوفيتي جورجي مالينكوف وخلفه نيكيتا خروتشوف
- 1955 اندلاع حرب فيتنام بين فيتنام الشمالية المدعومة من الاتحاد السوفيتي وفيتنام الجنوبية المدعومة من الولايات المتحدة في نوفمبر
- 1956 إعلان البرلمان السوداني استقلال السودان وطالب دولتي الحكم الثنائي بالاعتراف بالسودان دولة مستقلة. وتم الاتفاق والجلاء في يناير.
- 1956 بدأ العدوان الثلاثي من بريطانيا  وفرنسا وإسرائيل على مصر بعد تأميم جمال عبد الناصر قناة السويس في أكتوبر.
- 1956 استقلال المغرب وانتهاءِ الحماية الفرنسية على المغرب في نوفمبر.
- 1956 واصل الزعيم التونسي الحبيب بورقيبة المفاوضات حتى تم إنهاء الحماية الفرنسية في تونس وإعلان استقلال تونس في مارس.
- 1956 استقلال اتحاد مالايا عن بريطانيا في أغسطس
- 1958 الإطاحة بالنظام الملكي في العراق في 14 تموز/يوليو وانتخاب محمد نجيب الربيعي أول رئيس للعراق
- 1959 انتهاء الثورة الكوبية بانتصار حركة 26 يوليو على نظام فولغينسيو باتيستا. وانتخاب فيدل كاسترو رئيس لكوبا.
- 1960 إعلان استقلال قبرص عن بريطانيا في أغسطس . رفض القبارصة الأتراك واليونانيين الانضمام لأي من اليونان أو تركيا وانتخاب مكاريوس الثالث رئيسا لقبرص.
- 1961 غزو خليج الخنازير محاولة انقلاب فاشلة دبّرتها المخابرات الأمريكية للتخلص من نظام فيدل كاسترو في كوبا.
- 1961 انتهاء ولاية رئيس الولايات المتحدة دوايت آيزنهاور في يناير وانتخب خلفه جون كينيدي.
- 1961 وفاة محمد الخامس بن يوسف سلطان المغرب، وخلفه إبنه الحسن الثاني
- 1961 اندلاع الحرب البرتغالية الاستعمارية بين الجيش البرتغالي والحركات القومية الناشئة في المستعمرات البرتغالية الأفريقية.
- 1961 إعلان استقلال الكويت بعد انتهاء الإنتداب البريطاني في يونيو.
- 1962 انتهت ثورة التحرير الجزائرية بإعلان استقلال الجزائر في يوليو.
- 1962 اندلاع أزمة الصواريخ الكوبية مواجهة شبه عسكرية بين الولايات المتحدة والاتحاد السوفيتي بسبب وجود صواريخ سوفيتية في كوبا.
- 1963 دمجت كل من سنغافورة، سراوق،  وبورنيو الشمالية البريطانية واتحاد مالايا لتشكل مملكة ماليزيا في سبتمبر.
- 1963 اغتيال رئيس الولايات المتحدة جون كينيدي في نوفمبر وخلفه ليندون جونسون.
- 1964 تنحي رئيس الإتحاد السوفيتي نيكيتا خروتشوف في أكتوبر وخلفه ليونيد بريجنيف.
- 1964 انتخب الصادق المهدي رئيسا لحزب الأمة في نوفمبر 1964 م، واختلف مع عمه الإمام الهادي المهدي مما أدى للانشقاق المذكور في حزب الأمة.[4]
- 1965 اندلاع الحرب الباكستانية الهندية 1965 وانتهت بوقف إطلاق النار تحت رعاية الأمم المتحدة في سبتمبر.
- 1965 اندلاع ثورة ظفار حركة معادية لحكومة سلطنة عمان والاستعمار البريطاني.
- 1967 قام مجموعة من العسكريين في اليونان بانقلاب وأسسوا المجلس العسكري اليوناني في أبريل
- 1967 اندلاع حرب 1967 بين إسرائيل  وكل من مصر وسوريا والأردن في يونيو وانتهت بانتصار إسرائيل.
- 1968 أدى الانقلاب في العراق إلى الإطاحة بعبد الرحمن عارف من قبل حزب البعث العربي الاشتراكي وخلفه أحمد حسن البكر.
- 1969 قامت مجموعة من الضباط العسكريين في ليبيا بقيادة الضابط معمر القذافي بالإطاحة  بنظام الملك الليبي إدريس السنوسي في سبتمبر.
- 1969 انتهاء ولاية رئيس الولايات المتحدةليندون جونسون في يناير وانتخب خلفه ريتشارد نيكسون.
- 1971 إعلان استقلال البحرين عن بريطانيا في أغسطس.
- 1971 إعلان استقلال قطر عن بريطانيا في سبتمبر.
- 1971 اندلاع الحرب الباكستانية الهندية عام 1971 انتهت بانتصار هندي حاسم واستسلام باكستان في ديسمبر.
- 1971 اندلاع حرب الاستقلال البنغلاديشية بين الهند من جهة وبين باكستان الشرقية وباكستان وانتهت بانفصال باكستان الشرقية التي أصبحت بنغلاديش في ديسمبر.
- 1971 استقلال  إمارات الساحل المتصالح  وأتحادها في كيان سياسي واحد تحت اسم الإمارات العربية المتحدة في ديسمبر.
- 1973 أنقلاب عسكري بقيادة الجنرال أوغستو بينوشيه أطاح برئيس تشيلي سلفادور أليندي في سبتمبر.
- 1973 اندلاع حرب أكتوبر بين كل من مصر وسوريا وبين إسرائيل مما أدى إلى حظر النفط 1973.
- 1974 تنحي رئيس الولايات المتحدة ريتشارد نيكسون بعد فضيحة ووترغيت في أغسطس وخلفه جيرالد فورد.
- 1974 انقلاب عسكري في قبرص يهدف إلى انضمام قبرص لليونان أطاح بالرئيس القبرصي مكاريوس الثالث. استتبعه الغزو التركي لقبرص في يوليو الذي احتل على 35% من الجزيرة قبل إعلان وقف إطلاق النار.
- 1974 اندلاع الحرب الأهلية الإثيوبية في نوفمبر بعد الانقلاب على الإمبراطور هيلا سيلاسي
- 1975 انتهاء حرب فيتنام  بسقوط سايغون واستسلام جنوب فيتنام غير المشروط في أبريل.
- 1975 اندلاع الحرب الأهلية اللبنانية في أبريل
- 1975 حكومة سلطنة عمان تعلن انتصارها وإخماد ثورة ظفار.
- 1975 اندلاع حرب الصحراء الغربية في أكتوبر بين  جبهة البوليساريو والمغرب.
- وفاة حاكم إسبانيا فرانثيسكو فرانكو في نوفمبر وخلفه الملك خوان كارلوس الأول وتحولت البلاد إلى الديمقراطية والملكية الدستورية.
- 1975 اندلاع الحرب الأهلية الأنغولية بعد إعلان استقلال أنغولا في نوفمبر.
- 1976 إعلان توحيد فيتنام بشكل رسمي
- 1977 انتهاء ولاية رئيس الولايات المتحدةجيرالد فورد في يناير وانتخب خلفه جيمي كارتر.
- 1978 توقيع إتفاقية كامب ديفيد كإطار لإبرام معاهدة سلام بين مصر وإسرائيل في سبتمبر.
- 1979 اندلاع الحرب السوفيتية في أفغانستان في ديسمبر. بسبب تدخل الاتحاد السوفيتي لدعم الحكومة العميلة ضد الثوار المعارضين
- 1979 انتصار الثورة الإيرانية والإطاحة بالملك محمد رضا بهلوي وصعود روح الله الخميني إلى السلطة
- 1980 اندلاع حرب الخليج الأولى بين العراق وإيران في سبتمبر.
- 1980 نالت روديسيا الجنوبية آخر مستعمرة بريطانية في أفريقيا استقلالها وأصبح اسمها زيمبابوي
- 1981 انتهاء ولاية رئيس الولايات المتحدةجيمي كارتر في يناير وانتخب خلفه رونالد ريغان.
- 1982 وفاة رئيس الأتحاد السوفيتي ليونيد بريجنيف في نوفمبر وخلفه يوري أندروبوف.
- 1983 أعلنت جمهورية شمال قبرص التركية  استقلالها في نوفمبر (لم يعترف بها إلا تركيا).
- 1984 إعلان استقلال بروناي عن المملكة المتحدة.
- 1984 وفاة رئيس الإتحاد السوفيتي يوري أندروبوف في فبراير وخلفه قسطنطين تشيرنينكو.
- 1985 وفاة رئيس الإتحاد السوفيتي قسطنطين تشيرنينكو في مارس وخلفه ميخائيل غورباتشوف.
- 1987 اندلاع الانتفاضة الفلسطينية الأولى في فلسطين.
- 1988 انتهت حرب الخليج الأولى بين العراق وإيران في أغسطس بجمود استرتيجي ولكنها خلّفت مليون قتيل و 400 مليون دولار خسائر.
- 1989 انتهاء ولاية رئيس الولايات المتحدةرونالد ريغان في يناير وانتخب خلفه جورج بوش الأب.
- 1989 انتهت الحرب السوفيتية في أفغانستان بانسحاب كافة قوات الأتحاد السوفيتي من أفغانستان في فبراير.
- 1989 اندلعت مظاهرات ساحة تيانانمن في جمهورية الصين الشعبية وانتهت بقمعها في يونيو.
- 1989 اندلعت الثورة في رومانيا في ديسمبر وانتهت  بمحاكمة شكلية  وإعدام  رئيس الحزب الشيوعي الروماني نيكولاي تشاوشيسكو
- 1990 إعادة توحيد ألمانيا حيث ضمت جمهورية ألمانيا الديمقراطية (ألمانيا الشرقية) إلى جمهورية ألمانيا الاتحادية.
- 1990 قيام حرب الخليج الثانية شنتها قوات التحالف المكونة من 34 دولة بقيادة الولايات المتحدة ضد العراق لتحرير الكويت من الإحتلال العراقي في أغسطس.
- 1990 إعلان الوحدة بين اليمن الشمالي واليمن الجنوبي في مايو.
- 1990 استقلال دولة ناميبيا وانتخاب أول رئيس لناميبيا سام نوجوما.
- 1990 انتهاء الحرب الأهلية اللبنانية.
- 1991 انتهاء الحرب الأهلية الإثيوبية في مايو بسقوط حكومة منغستو هيلا مريام الشيوعية، وسيطرة  الجبهة الديمقراطية على الحكم.
- 1991 أطلق رئيس الاتحاد السوفيتى  ميخائيل غورباتشوف برنامج لإعادة بناء اقتصاد البلاد بيريسترويكا وغلاسنوست والذي أدى إلى انهيار الاتحاد السوفييتي وتفككه.
- 1991 إعلان استقلال دول البلطيق وبدأ انهيار الاتحاد السوفييتي وحل الكتلة الشرقية.
- 1991 انتهاء حرب الصحراء الغربية في سبتمبر بوقف إطلاق النار . سيطرة المغرب على 75% من المنطقة، فيما جبهة البوليساريو على أقل من 25%.
- 1991 انتهاء حرب الخليج الثانية بتحرير الكويت من الأحتلال العراقي في نوفمبر.
- 1991 حل الاتحاد السوفيتي وتأسيس رابطة الدول المستقلة في ديسمبر.
- 1991 انتخاب بوريس يلتسن رئيس  الجمهورية الروسية السوفيتية الاتحادية الاشتراكية.
- 1992 توقيع معاهدة ماستريخت الاتفاقية المؤسسة لالاتحاد الأوروبي.
- 1993 توقيع اتفاقية أوسلو بين إسرائيل  ومنظمة التحرير الفلسطينية.
- 1993 انتهاء ولاية رئيس الولايات المتحدةجورج بوش الأب وانتخب خلفه بيل كلينتون.
- 1993 إلغاء نظام الفصل العنصري أبارتايد في جنوب أفريقيا.
- 1993 تفكك يوغوسلافيا بسبب الخلافات السياسية الداخلية التي أدت إلى إعلان استقلال جمهوريات  سلوفينيا، كرواتيا، مقدونيا والبوسنة والهرسك واندلاع سلسلة من الحروب اليوغوسلافية.
- 1993 تفكك تشيكوسلوفاكيا إلى جمهورية  سلوفاكيا وجمهورية التشيك.
- 1994 اندلاع الحرب الشيشانية الأولى بين روسيا والشيشان في ديسمبر
- 1994 إجراء أول انتخابات ديمقراطية في جنوب أفريقيا وفوز نيلسون مانديلا كأول رئيس أسود في تاريخ البلاد.
- 1996 انتهاء الحرب الشيشانية الأولى في أغسطس باستقلال الشيشان وإنشاء جمهورية الشيشان إشكيريا.
- 1997 نقل ملكية هونغ كونغ من المملكة المتحدة إلى جمهورية الصين الشعبية.
- 1998 اندلاع حرب كوسوفو.
- 1999 استقالة  رئيس روسيا بوريس يلتسين  وخلفه فلاديمير بوتين.
- 1999 استقلال تيمور الشرقية عن إندونيسيا.
- 1999 وفاة الحسن الثاني ملك المغرب، وتولي إبنه محمد السادس الحكم.
- 2000 انسحاب الجيش الأسرائيلي من جنوب لبنان دون اتفاق بسبب المقاومة اللبنانية وعلى رأسها حزب الله وتبعه انسحاب جميع القوى اللبنانية المساندة له من الجنوب فيما عدا مزارع شبعا
- 2000 اندلاع الإنتفاضة الفلسطينية الثانية في سبتمبر .
- اندلاع الحرب الإيطالية الليبية عام 1911.
- حماية المغرب عام 1912.
- اندلاع الحرب العالمية الأولى عام 1914، وانهيار السلطنة العثمانية عام 1923.
- معركة جاليبولي ما بين 1915 و1916.
- اندلاع الثورة البلشفية في روسيا سنة 1917.
- استقلال أفغانستان عام 1919.
- معاهدة فرساي سنة 28 يونيو 1919.
- إلغاء الخلافة الإسلامية رسمياً من قبل مصطفى كمال أتاتورك في 3 مارس 1924.
- اندلاع الحرب العالمية الثانية عام 1939.
- استقلال لبنان عام 1943.
- استقلال سوريا عام 1946.
- استقلال الأردن عام 1946.
- اندلاع حرب 1948 بين العرب وإسرائيل.
- اندلاع حرب كورية عام 1950.
- استقلال ليبيا عام 1951.
- قيام ثورة 23 يوليو بمصر عام 1952.
- اندلاع الحرب الباردة بين الولايات المتحدة والإتحاد السوفيتي عام 1954.
- اندلاع الثورة الجزائرية ضد فرنسا عام 1954.
- استقلال السودان عام 1956 .
- قيام العدوان الثلاثي على مصر عام 1956.
- استقلال المغرب وتونس عام 1956.
- قيام حرب فيتنام عام 1957.
- استقلال الكويت عام 1961.
- استقلال الجزائر عام 1962.
- اندلاع ثورة ظفار في سلطنة عمان عام 1965.
- استقلال الجنوب العربي عام 1967 في 30 نوفمبر
- قيام حرب 1967 بين العرب وإسرائيل.
- الاتحاد بين الإمارات العربية المتحدة الست عام 1971 وإقامة دولة الإمارات العربية المتحدة.
- نشوب حرب أكتوبر 1973 بين كل من مصر وسوريا من جهة، وبين إسرائيل من جهة ثانية.
- قيام الحرب الأهلية اللبنانية عام 1975.
- المسيرة الخضراء في 6 نوفمبر 1975.
- حكومة سلطنة عمان تعلن انتصارها وإخماد ثورة ظفار في نهاية عام 1975
- إتفاقية كامب ديفيد في 17 سبتمبر 1978
- قيام حرب الخليج الأولى عام1980.
- مجزرة حماة عام 1982.
- استقلال بروناي عام 1984.
- اندلاع الانتفاضة الفلسطينية الأولى في فلسطين عام 1987.
- قيام حرب الخليج الثانية عام 1990.
- قيام الوحدة بين اليمن الشمالي واليمن الجنوبي في 22 مايو 1990.
- تحرير الكويت من العراق 25 نوفمبر 1991.
- تفكك الاتحاد السوفياتي في 26 ديسمبر 1991.
- انسحاب إسرائيل من جنوب لبنان عام 2000.
- اندلاع الإنتفاضة الفلسطينية الثانية (انتفاضة الأقصى) في فلسطين عام 2000.

## الأدب

### أدب الحداثة
تميز الأدب بانفصالٍ واعٍ للغاية عن طرق الكتابة التقليدية في كل من الشعر والخيال النثري. جرب الحداثيون الشكل والتعبير الأدبي، كما يتضح من مبدأ عزرا باوند «لجعله حديثًا». كانت هذه الحركة الأدبية مدفوعة برغبة واعية في قلب الأساليب التقليدية للتمثيل والتعبير عن الحساسيات الجديدة لعصرهم. شهدت أهوال الحرب العالمية الأولى إعادة تقييم الافتراضات السائدة بشأن المجتمع.

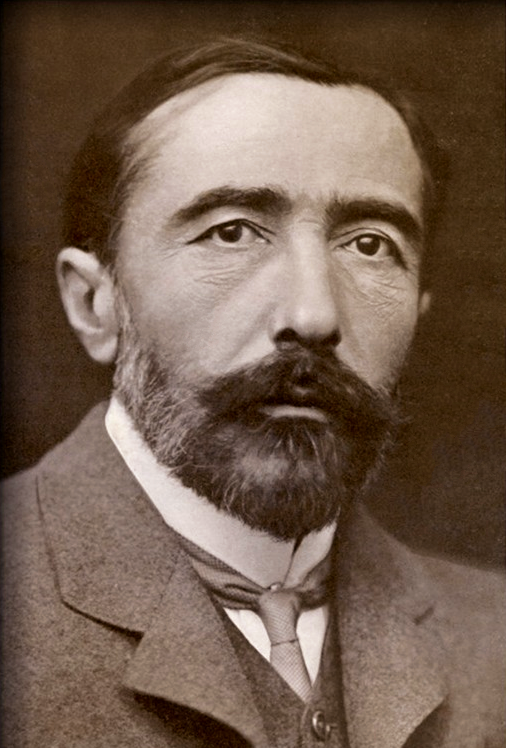
جوزيف كونراد.

كان فريدريك نيتشه سلفًا رئيسيًا للحداثة، وخصوصًا من خلال فكرته بأن المحركات النفسية. أكد هنري برجسون على الفرق بين وقت الساعة العلمية وتجربة الوقت البشرية المباشرة والذاتية. كان لعمله على الوقت والوعي «تأثير كبير على الروائيين في القرن العشرين»، وخصوصًا أولئك الذين استخدموا تقنية سيل الوعي، مثل دورثي ريتشاردسون وجيمس جويس وفرجينيا وولف. ومن المهم أيضًا في فلسفة برجسون فكرة قوة الخلق، التي «تجلب التطور الخلاق لكل شيء»، ووضعت فلسفته قيمة عالية للحدس ولكن دون رفضها لأهمية العقل. توحد هؤلاء المفكرون المختلفون بفعل انعدام الثقة بالوضعانية الفيكتورية واليقين. يُمكن النظر إلى الحداثة باعتبارها حركة أدبية بصفتها أيضًا رد فعل للتصنيع والتحضر والتكنولوجيا الجديدة. من أسلاف أدب الحداثة المهمين فيودور دوستويفسكي، والأخوة كارامازوف، ووالت ويتمان، وشارل بودلير، وآرثر رامبو، وأوغست ستريندبرغ.

#### أدب ما قبل الحرب العالمية الأولى

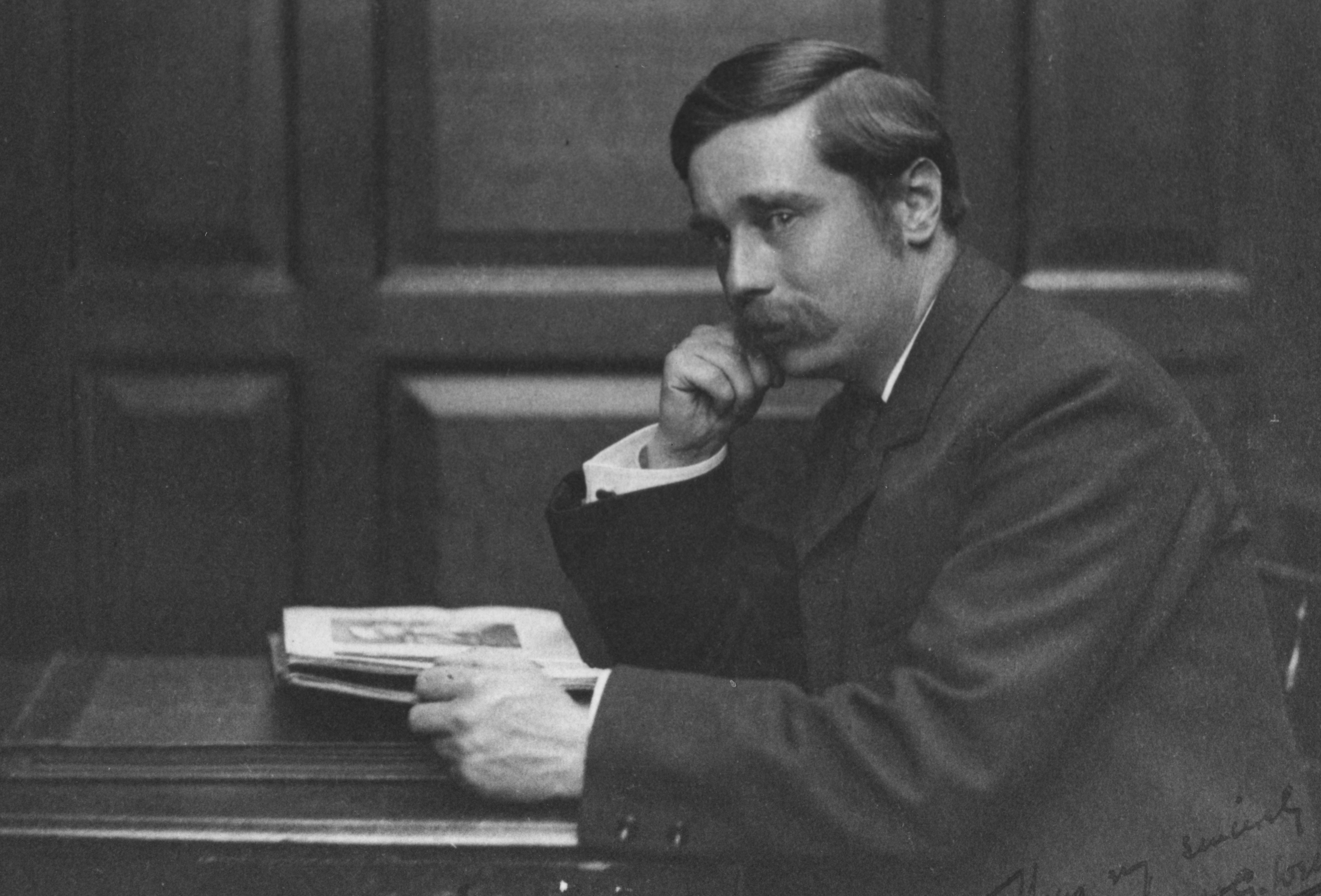
هربرت جورج ويلز وهو جالس في لندن (1890)

كتب العديد من هؤلاء روايات ومسرحيات في النَّقد الاجتماعي. وفي نهاية هذه الفترة رجع جماعة من الشعراء إلى قيم العصر الرومانسي، وأخذوا يكتبون أشعارًا بأسلوب ووردزوورث.
بدأ ظهور روايات الخيال العلمي بشكل كبير. إضافة إلى ذلك فقد كتب أعمالا خيالية هجائية وسياسية. واستمر الكُتاب في مهاجمة القيم الاجتماعية في المسرحيات. يغطي مصطلح الحداثة عددًا من الحركات الفنية والأدبية ذات الصلة والمتداخلة، بما فيها التصويرية والرمزية والمستقبلية والفيكتورية والسريالية والتعبيرية والدادانية.
تعرضت الحياة العربية ككل لركود كلي تحت سيطرة الإمبراطورية العثمانية على دول العالم العربي، سواء كانت تلك السيطرة قوية بشكل مباشر كما في بلاد الشام والعراق ومصر، أو ضعيفة أو اسمية كما في بلاد المغرب العربي، ودول شبه الجزيرة العربية.
كان الأدب العربي خامدًا ويكاد يقتصر على تكرار ما تبقى مما سمي في تاريخ الأدب العربي بأنه: أدب عصر الانحطاط، أو أدب الدول المتعاقبة.

### أدب ما بين الحربين
تغير الشعر من حيث الشكل والمضمون بين نهاية الحرب العالمية الأولى عام 1918 واندلاع الحرب العالمية الثانية عام 1939. ترك الدمار المخيف الذي خلفته الحرب العالمية الأولى لدى الكثير من الناس إحساسًا بأن المجتمع قد انتهى.

### أدب ما بعد الحرب العالمية الثانية

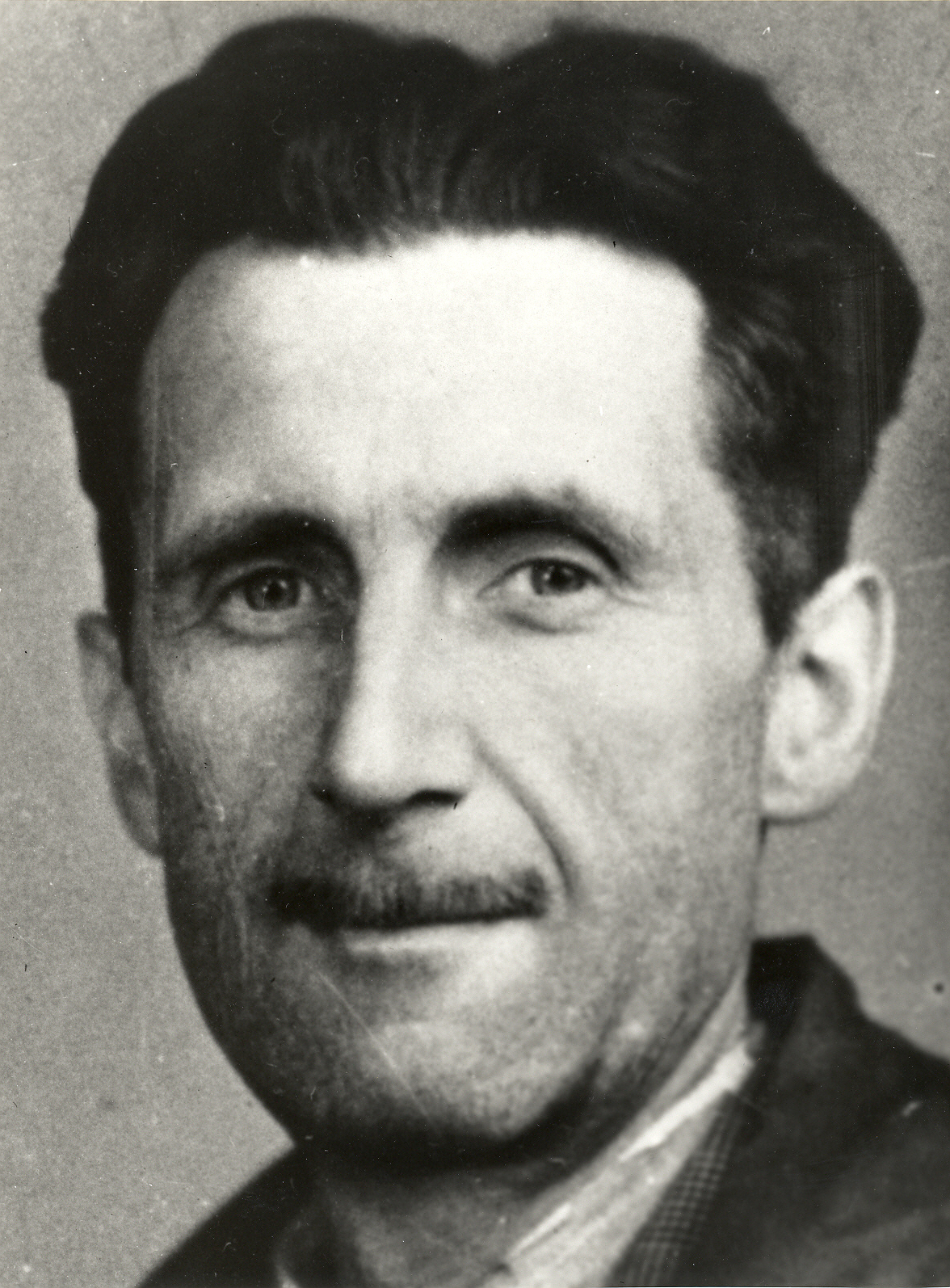
جورج أورويل، 1933.

اهتم بشكل أساسي بمصير الجنود والأسرى السابقين العائدين إلى بلادهم. جنود اضطروا للوقوف أمام أنقاض منازلهم ووطنهم وأنقاض أفكارهم وأيديولوجياتهم. كانت القصص القصيرة الأمريكية بمثابة نموذج لمؤلفي هذا العصر. كانت اللغة المستخدمة لغة بسيطة ومباشرة ومختصرة دون تقييم العالم المدمر أو التقيد بمعايير القصص القصيرة من حيث المكان وزمن السرد والشخصيات. استمر بعض الكتاب في إنتاج أعمال مهمة بعد الحرب العالمية الثانية لاستكشاف المستقبل والعوالم والمجتمعات البديلة. بدأ جورج أورويل في الكتابة بالثلاثينيات، إحدى أشهر رواياته هي 1984، صورت مجتمع المستقبل الذي يشوه الواقع ويحرم الناس من الاستمتاع بحياتهم الخاصة. في الخمسينيات من هذا القرن، أعربت مجموعة من الكتاب الشباب عن عدم رضاهم عن السياسة والثقافة والأدب.وبخصوص روايات الحرب، فقد كان هناك انفجار أدبي في أميركا خلال فترة ما بعد الحرب العالمية الثانية. ومن أشهر أعمال تلك الفترة العارية والميت (1948) لنورمان ميلر، وكاتش 22  (1961) لجوزيف هيلر، والمجزرة الخامسة (1969) لكورت فونجت. وصورت رواية ماكبيرد التي كتبتها باربرا جارسون سخافة الحرب. كما ظهر أيضًا أدب الأنقاض، كان أهم رواد أدب الأنقاض ڤولفگانگ فايراوخ الذي دفع باتجاه الواقعية السحرية، إضافة إلى هاينريش بول، الحاصل على جائزة نوبل عام 1972

### أدب ما بعد الحداثة
يستخدم مصطلح «ما بعد الحداثة» أحيانًا لمعالجة العديد من الأشياء المختلفة. أدى هذا الأدب إلى تمييز العديد من الأشخاص بين عدة أشكال لما بعد الحداثة لذلك اقترحوا وجود ثلاثة أشكال: ما بعد الحداثة كفترة تاريخية تمتد من منتصف الستينيات إلى الوقت الحاضر، ما بعد الحداثة النظرية التي تتضمن بعض النظريات التي طورها مفكرون مثل رولاند بارت وجاك دريدا وميشيل فوكو وآخرين، «ما بعد الحداثة الثقافية» التي تشمل الأفلام والأدب والفنون البصرية وأشياء أخرى لها خصائص ما بعد الحداثة. وهكذا، يعتبر أدب ما بعد الحداثة جزءًا من ثقافة ما بعد 
يمكن تمييز جميع أدب ما بعد الحداثة ببعض الاقتباسات الساخرة والمزحة في كثير من الأحيان. المفارقة، جنبًا إلى جنب مع الكوميديا السوداء والمفهوم العام لمفهوم «المرح» (المرتبط بمفهوم دريدا أو الأفكار التي دافع عنها رولان بارت في كتابه متعة النص) هي أكثر جوانب ما بعد الحداثة التي يسهل التعرف عليها. بدأ استخدام هذه التقنيات في الأدب قبل ظهور ما بعد الحداثة (استخدم الحداثيون المرح والهجاء)، لكنها أصبحت سمات مركزية للعديد من أعمال ما بعد الحداثة. في واقع الأمر، يتم تصنيف العديد من الروائيين الذين يعتبرون اليوم ما بعد الحداثيين كمستخدمين للكوميديا السوداء. تناول ما بعد الحداثيين موضوعات جادة غالبًا من خلال المرح والكوميديا، والطريقة التي تعامل بها هيلر وفونيخت مع أحداث الحرب العالمية الثانية هي مثال على ذلك. وغالبًا ما تتضمن التلاعب بالألفاظ السخيفة في سياق 
منذ أوائل السبعينيات تقريبًا وحتى يومنا هذا، يعد أدب ما بعد الحداثة أكثر أنواع الأدب شيوعًا. اشتهر العديد من كتاب ما بعد الحداثة بأخذهم المطاعم أو الأنفاق أو محلات السوبر ماركت كأماكن لقصصهم. كما كتبوا عن الأدوية والجراحة التجميلية والإعلانات التلفزيونية. تبدو هذه الصور أحيانًا مثل الاحتفالات. اتخذ كتاب تلك المدرسة اتجاهًا للوعي الذاتي، والسخرية، والتنازل عن موضوعاته.

## العلوم

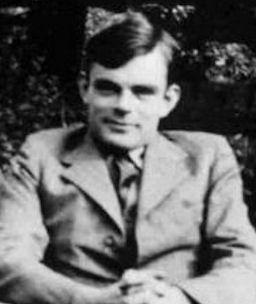
رائد علوم الكمبيوتر، آلان تورنغ.

تم تطوير العديد من مجالات الرياضيات الجديدة في القرن العشرين. في الجزء الأول من القرن العشرين، تم إنشاء نظرية القياس والتحليل الدالي والطوبولوجيا، وتم إجراء تطورات مهمة في مجالات مثل الجبر المجرد والاحتمال. أدى تطوير نظرية المجموعات والمنطق الرسمي إلى مبرهنات عدم الاكتمال لغودل.
في وقت لاحق من القرن العشرين، أدى تطور أجهزة الكمبيوتر إلى إنشاء نظرية حسابية. تتضمن النتائج الحسابية الأخرى المكثفة دراسة الفركتلات  وإثبات مبرهنة الألوان الأربعة في عام 1976.

### فيزياء
- تم تطوير مجالات جديدة في الفيزياء، مثل النسبية الخاصة، والنسبية العامة، وميكانيكا الكم، خلال النصف الأول من القرن. في هذه العملية، أصبح التركيب الداخلي للذرات مفهوماً بوضوح، يليه اكتشاف الجسيمات الأولية.
- لقد وُجِد أن جميع القوى المعروفة يمكن إرجاعها إلى أربعة تفاعلات أساسية فقط. اكتشف كذلك أنه يمكن دمج قوتين، الكهرومغناطيسية والتفاعل الضعيف، في التفاعل الكهروضعيف، مما يترك ثلاثة تفاعلات أساسية مختلفة فقط.
- ظهر اكتشاف التفاعلات النووية، ولا سيما الاندماج النووي، أخيرًا عن مصدر الطاقة الشمسية.
- تم اختراع التأريخ بالكربون المشع، وأصبح أسلوبًا قويًا لتحديد عمر الحيوانات والنباتات التي تعود إلى عصور ما قبل التاريخ وكذلك الأشياء التاريخية.

### علم الفلك
- تم تحقيق فهم أفضل لتطور الكون، وتم تحديد عمره (حوالي 13.8 مليار سنة)، وتم اقتراح نظرية الانفجار العظيم حول أصله وقبولها بشكل عام.
- تم تحديد عمر النظام الشمسي، بما في ذلك الأرض، واتضح أنه أقدم بكثير مما كان يُعتقد سابقًا: أكثر من 4 مليارات سنة، بدلاً من العشرين مليون سنة التي اقترحها اللورد كلفن في عام 1862.[25]
- تمت مراقبة كواكب النظام الشمسي وأقماره عن كثب عبر العديد من المسابير الفضائية. تم اكتشاف بلوتو في عام 1930 على حافة النظام الشمسي، على الرغم من أنه في أوائل القرن الحادي والعشرين، أعيد تصنيفه على أنه كوكب قزم بدلاً من كوكب حقيقي، مما ترك ثمانية كواكب.
- لم يتم اكتشاف أي أثر للحياة على أي من الكواكب الأخرى في النظام الشمسي (أو في أي مكان آخر في الكون)، على الرغم من أنه ظل غير محدد ما إذا كانت بعض أشكال الحياة البدائية موجودة، أو ربما كانت موجودة، في مكان ما. لوحظت الكواكب خارج المجموعة الشمسية لأول مرة.

### أحياء
- تم قبول علم الوراثة بالإجماع وتم تطويره بشكل كبير. تم تحديد بنية الحمض النووي في عام 1953 من قبل جيمس واتسون،[26][27] فرانسيس كريك،[26][27] وروزاليند فرانكلين[27] وموريس ويلكينز،[26][27] من خلال تطوير تقنيات تسمح بقراءة تسلسل الحمض النووي وبلغت ذروتها في بدء مشروع الجينوم البشري (لم ينته في القرن العشرين) واستنساخ أول حيوان ثديي في عام 1996.
- تم فهم دور التكاثر الجنسي في التطور، وتم اكتشاف الاقتران البكتيري.
- التقارب بين العلوم المختلفة لصياغة التركيب التطوري الحديث (تم إنتاجه بين عامي 1936 و1947)، مما يوفر وصفًا مقبولًا على نطاق واسع للتطور.

### الطب

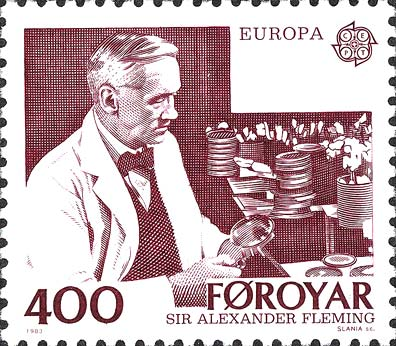
طابع احتفال بذكرى ألكسندر فليمنغ. غير اكتشافه للبنسلين عالم الطب الحديث من خلال إدخال عصر المضادات الحيوية.

- أصبحت التجارب السريرية العشوائية والمضبوطة بالغفل أداة قوية لاختبار الأدوية الجديدة.
- خفضت المضادات الحيوية بشكل كبير معدل الوفيات من الأمراض البكتيرية وانتشارها.
- تم تطوير لقاح لشلل الأطفال، لإنهاء وباء عالمي. كما تم تطوير لقاحات فعالة لعدد من الأمراض المعدية الخطيرة الأخرى، بما في ذلك الأنفلونزا، والدفتيريا، والسعال الديكي، والكزاز، والحصبة، والنكاف، والحصبة الألمانية، وجدري الماء، والتهاب الكبد أ، والتهاب الكبد ب.
- أدى علم الأوبئة والتطعيم إلى القضاء على فيروس الجدري في الإنسان.
- أصبحت الأشعة السينية أداة تشخيصية قوية لمجموعة واسعة من الأمراض، من كسور العظام إلى السرطان. في الستينيات، تم اختراع التصوير المقطعي المحوسب. أدوات التشخيص الهامة الأخرى التي تم تطويرها هي التصوير فوق الصوتي والتصوير بالرنين المغناطيسي.
- أدى تطوير الفيتامينات إلى القضاء فعليًا على داء الاسقربوط وأمراض نقص الفيتامينات الأخرى في المجتمعات الصناعية.
- تم تطوير عقاقير نفسية جديدة. وتشمل هذه مضادات الذهان لعلاج الهلوسة والأوهام، ومضادات الاكتئاب لعلاج الاكتئاب.
- تم إثبات دور تدخين التبغ في التسبب في الإصابة بالسرطان وأمراض أخرى خلال الخمسينيات.
- تم تطوير طرق جديدة لعلاج السرطان، بما في ذلك العلاج الكيميائي والعلاج الإشعاعي والعلاج المناعي. نتيجة لذلك، يمكن في كثير من الأحيان علاج السرطان أو وضعه في حالة مغفرة.
- أدى تطور تصنيف الدم وبنك الدم إلى جعل نقل الدم آمنًا ومتاحًا على نطاق واسع.
- جعل اختراع وتطوير الأدوية المثبطة للمناعة وأنواع الأنسجة من زراعة الأعضاء والأنسجة حقيقة إكلينيكية.
- تم تطوير طرق جديدة لجراحة القلب، بما في ذلك أجهزة تنظيم ضربات القلب والقلوب الاصطناعية.
- تبين أن الكوكايين والهيروين من المواد الخطرة التي تسبب الإدمان، وتم حظر استخدامها على نطاق واسع؛ تم اكتشاف عقاقير تغير العقل مثل LSD وMDMA وتم حظرها لاحقًا. في العديد من البلدان، تسببت الحرب على المخدرات في ارتفاع الأسعار بما يتراوح بين 10 و20 ضعفًا، مما أدى إلى تجارة المخدرات المربحة في السوق السوداء، وإلى أن أصبحت أحكام السجن 80٪ تتعلق بتعاطي المخدرات بحلول التسعينيات.
- تم تطوير عقاقير منع الحمل، مما أدى إلى خفض معدلات النمو السكاني في البلدان الصناعية، وكذلك خفض المحرمات من ممارسة الجنس قبل الزواج في العديد من الدول الغربية.
- ساعد تطوير الأنسولين الطبي خلال عشرينيات القرن الماضي في رفع متوسط العمر المتوقع لمرضى السكر إلى ثلاثة أضعاف ما كان عليه سابقًا.
- أدت اللقاحات والنظافة والمياه النظيفة إلى تحسين الصحة وخفض معدلات الوفيات، خاصة بين الرضع والشباب.

#### أمراض بارزة
- قتلت جائحة الإنفلونزا، الإنفلونزا الإسبانية، في أي مكان من 20 إلى 100 مليون شخص بين عامي 1918 و1919.
- ظهر مرض فيروسي جديد يسمى فيروس نقص المناعة البشرية في أفريقيا وقتل بعد ذلك ملايين الأشخاص في جميع أنحاء العالم. يؤدي فيروس نقص المناعة البشرية إلى متلازمة تسمى متلازمة نقص المناعة المكتسب أو الإيدز. ظلت علاجات فيروس نقص المناعة البشرية غير متاحة للعديد من الأشخاص المصابين بالإيدز وفيروس نقص المناعة البشرية في البلدان النامية، ولم يتم اكتشاف علاج بعد.
- بسبب زيادة فترات الحياة، زاد انتشار السرطان ومرض الزهايمر ومرض باركنسون وأمراض الشيخوخة الأخرى بشكل طفيف.
- ساهمت أنماط الحياة المستقرة، بسبب الأجهزة والتكنولوجيا الموفرة للعمالة، إلى جانب زيادة الترفيه المنزلي والتكنولوجيا مثل التلفزيون وألعاب الفيديو والإنترنت في «وباء» السمنة، في البداية في البلدان الغنية، ولكن من خلال نهاية القرن العشرين امتدت إلى العالم النامي.

## الهندسة والتكنولوجيا

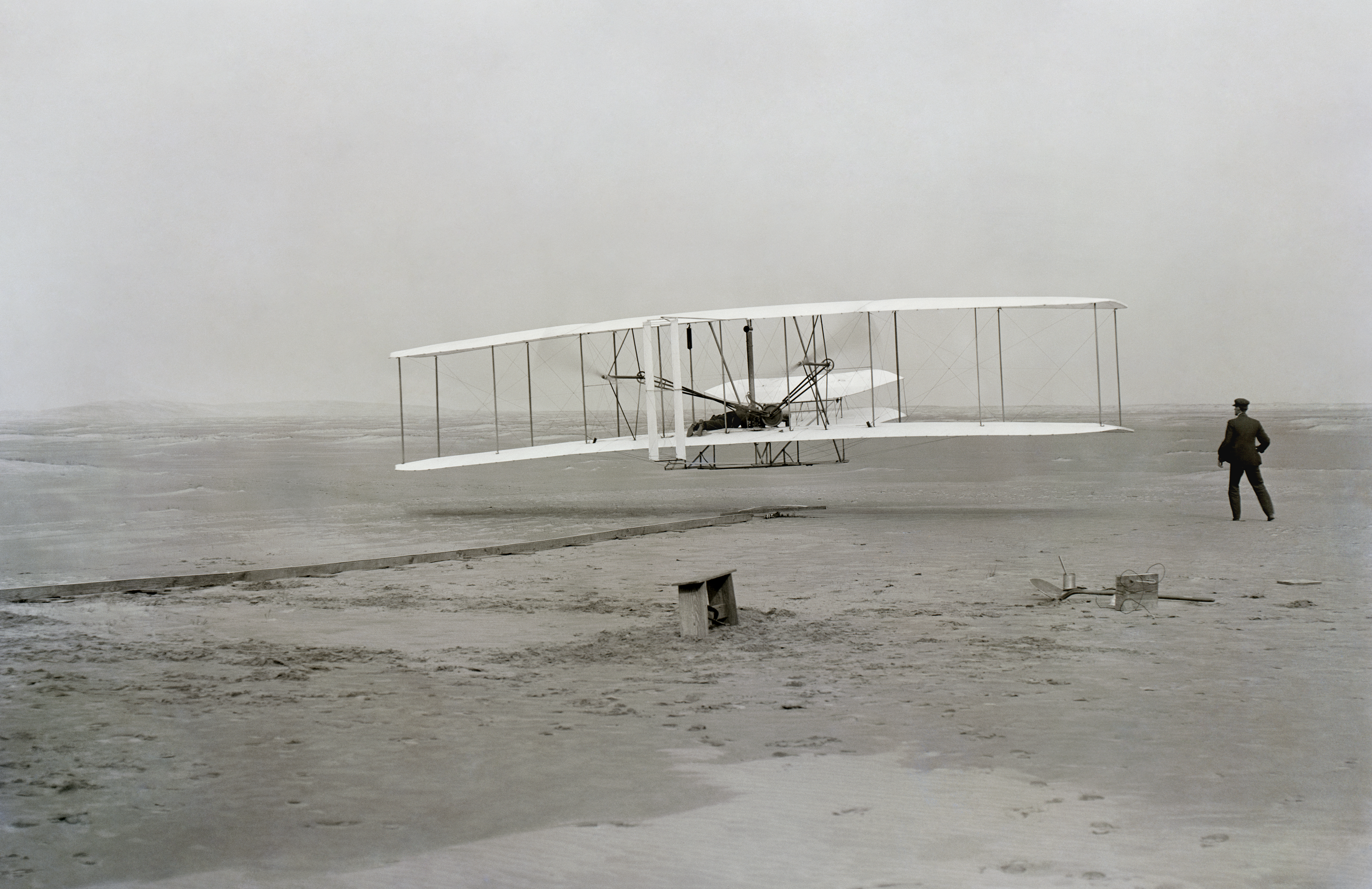
أول رحلة لـ "رايت فلاير"، 17 ديسمبر 1903.

كانت إحدى السمات البارزة في القرن العشرين هي النمو الهائل للتكنولوجيا. أدى البحث المنظم وممارسة العلوم إلى التقدم في مجالات الاتصالات والإلكترونيات والهندسة والسفر والطب والحرب.
- أصبحت الأجهزة المنزلية الأساسية بما في ذلك الغسالات ومجففات الملابس والأفران وآلات التمرين والثلاجات والمجمدات والمواقد الكهربائية والمكانس الكهربائية شائعة منذ عشرينيات القرن الماضي وحتى الخمسينيات من القرن الماضي. انتشرت أجهزة الراديو كشكل من أشكال الترفيه خلال عشرينيات القرن الماضي، والتي امتدت لتشمل التلفزيون خلال الخمسينيات.
- تم إطلاق أول طائرة، رايت فلاير، في عام 1903. مع هندسة المحرك النفاث الأسرع في الأربعينيات، أصبح السفر الجوي الجماعي مجديًا تجاريًا.
- جعل خط التجميع الإنتاج الضخم للسيارة قابلاً للتطبيق. بحلول نهاية القرن العشرين، كان لدى المليارات من الناس سيارات للنقل الشخصي. سمح الجمع بين السيارات والقوارب والسفر الجوي بحركة شخصية غير مسبوقة. في الدول الغربية، أصبحت حوادث السيارات أكبر سبب لوفاة الشباب. ومع ذلك، أدى توسيع الطرق السريعة المقسمة إلى خفض معدل الوفيات.
- تم اختراع أنبوب الصمام الثلاثي.
- أصبحت المواد الجديدة، وأبرزها الفولاذ المقاوم للصدأ، والفلكرو، والسيليكون، والتفلون، والبلاستيك مثل البوليسترين، والبولي كلوريد الفينيل، والبولي إيثيلين، والنايلون منتشرة على نطاق واسع في العديد من التطبيقات المختلفة. عادةً ما تتمتع هذه المواد بمكاسب أداء هائلة في القوة أو درجة الحرارة أو المقاومة الكيميائية أو الخواص الميكانيكية مقارنة بتلك التي كانت معروفة قبل القرن العشرين.
- أصبح الألمنيوم معدنًا رخيص الثمن وأصبح في المرتبة الثانية بعد الحديد المستخدم.
- تم تطوير آلاف المواد الكيميائية للمعالجة الصناعية والاستخدام المنزلي.

### استكشافات الفضاء
قبل أن تحقق البشرية إنجازات كبيرة مثل الهبوط على القمر، بدأ استكشاف الفضاء عبر المركبات الفضائية غير المأهولة. هذه المركبات كانت تمهد الطريق لجمع البيانات من الكواكب والأجرام السماوية، مما أتاح تحقيق إنجازات لاحقة مثل إطلاق سبوتنيك 1، ورحلة يوري غاغارين، وهبوط أبولو 11 على القمر
1. إطلاق سبوتنيك وبداية عصر الفضاء: كان إطلاق سبوتنيك 1 في 4 أكتوبر 1957 بداية لعصر الفضاء، حيث كانت هذه أول مركبة صناعية يتم إرسالها إلى الفضاء، مما أظهر التفوق التكنولوجي للاتحاد السوفيتي وأدى إلى نشوء سباق الفضاء بين الولايات المتحدة والاتحاد السوفيتي.[29]
2. يوري غاغارين أول إنسان في الفضاء: في 12 أبريل 1961، أصبح يوري غاغارين أول إنسان يسافر إلى الفضاء على متن مركبة فاستوك 1. كانت هذه الرحلة التاريخية التي دامت 108 دقائق بدايةً لشهرة غاغارين عالمياً وأحد أبرز الإنجازات في استكشاف الفضاء.[30]
3. هبوط أبولو 11 على سطح القمر: في 20 يوليو 1969، تمكن رائدا الفضاء نيل آرمسترونغ وباز ألدرين من الهبوط على سطح القمر، وهو الحدث الذي يعتبر نقطة تحول في تاريخ الفضاء. هذا الهبوط أثبت قدرة البشرية على استكشاف الأجرام السماوية الأخرى وأدى إلى تحقيق وعد الرئيس الأمريكي جون كينيدي بهبوط إنسان على القمر في نهاية الستينيات
4. محطات الفضاء والدور طويل الأمد: شهد القرن العشرون أيضًا تطوير محطات فضاء مثل ساليوت 1 (1971) ومير (1986)، التي ساهمت في دراسة الحياة البشرية في الفضاء على المدى الطويل. كانت هذه المحطات بمثابة مقدمة لمحطة الفضاء الدولية التي تم إطلاقها في التسعينيات.
5. المركبات الفضائية الروبوتية واستكشاف الكواكب: قدمت المهمات الروبوتية مثل فوياجر وبايونير صورًا واستكشافات تفصيلية للكواكب والأجرام السماوية البعيدة، مما ساهم في تحسين فهمنا للنظام الشمسي. ومن أبرز هذه الإنجازات هو إرسال فوياجر 1 صورًا من كوكب المشتري وزحل في السبعينيات، ولا يزال يرسل بيانات من الفضاء البعيد

### الثورة الرقمية
بدأت ثورة تكنولوجية في أواخر القرن العشرين، أطلق عليها بشكل مختلف الثورة الرقمية، ثورة المعلومات، ثورة الإلكترونيات، وثورة الإلكترونيات الدقيقة، وثورة السيليكون وعصر السيليكون، و/أو الثورة الصناعية الثالثة.
- اخترع جون باردين ووالتر هاوسر براتين أول ترانزستور في مختبرات بيل عام 1947.[36] ومع ذلك، كانت ترانزستورات الوصلات المبكرة عبارة عن أجهزة ضخمة نسبيًا يصعب تصنيعها على أساس الإنتاج الضخم، مما جعلها تقتصر على عدد من التطبيقات المتخصصة.[41]
- تم اختراع موسفت (ترانزستور التأثير الميداني لأكسيد السيليكون)، المعروف أيضًا باسم ترانزستور MOS، بواسطة محمد محمد عطا الله وداون كانك.[31][42][43][44] في نوفمبر 1959.[45] كان أول ترانزستور مضغوط حقًا يمكن تصغيره وإنتاجه بكميات كبيرة لمجموعة واسعة من الاستخدامات. أدى التبني الواسع لـ موسفت إلى ثورة في صناعة الإلكترونيات،[46] وأصبح اللبنة الأساسية للثورة الرقمية[31][47] و«التكنولوجيا الأساسية» في أواخر القرن العشرين إلى أوائل القرن الحادي والعشرين. واصلت موسفبت لتصبح أكثر الأجهزة المصنعة على نطاق واسع في التاريخ.[48][49]
- تم اكتشاف مواد أشباه موصلات، وطُورت طرق الإنتاج والتنقية لاستخدامها في الأجهزة الإلكترونية. أصبح السيليكون أحد أنقى المواد التي تم إنتاجها على الإطلاق. أدى التبني الواسع لـ MOSFET إلى أن أصبح السيليكون مادة التصنيع المهيمنة خلال أواخر القرن العشرين إلى أوائل القرن الحادي والعشرين،[37][38] وهي الفترة التي أُطلق عليها اسم عصر السيليكون،[37][38][39] مماثلة كيف تم تعريف العصر الحجري والعصر البرونزي والعصر الحديدي بالمواد المهيمنة خلال عصور الحضارة الخاصة بكل منهم.[37]
- أحدثت شريحة الدائرة المتكاملة MOS (شريحة دارة متكاملة من السيليكون مبنية من MOSFETs) ثورة في الإلكترونيات وأجهزة الكمبيوتر. تم اختراع شريحة MOS في أوائل الستينيات.[50] كانت شريحة MOS ذات بوابة السيليكون التي طورها فيدريكو فاجين في عام 1968 أساسًا لأول معالج دقيق أحادي الرقاقة، Intel 4004، في عام 1971.[51] أدت الدوائر المتكاملة والمعالجات الدقيقة في MOS إلى ثورة الحواسيب الصغيرة،[52] وانتشار الكمبيوتر الشخصي في الثمانينيات، ثم الهواتف المحمولة وشبكة الإنترنت ذات الاستخدام العام في التسعينيات.
- أدت مستشعرات صور أشباه الموصلات ذات أكسيد المعادن (MOS)، والتي بدأت تظهر لأول مرة في أواخر الستينيات، إلى الانتقال من التصوير التناظري إلى التصوير الرقمي، ومن الكاميرات التناظرية إلى الكاميرات الرقمية، خلال الثمانينيات والتسعينيات.[53][54]
- ترميز تحويل جيب التمام المنفصل (DCT)، وهو أسلوب لضغط البيانات تم اقتراحه لأول مرة في عام 1972،[55] مكّن النقل العملي للوسائط الرقمية في التسعينيات،[56][57][58] بتنسيقات ضغط الصور المختلفة مثل جيه بيه إيه جي (1992)، والفيديو تنسيقات ترميز مثل أتش 264 (1988 فصاعدًا) وإم بي إي جي (1993 فصاعدًا)،[59] معايير ترميز الصوت مثل دولبي ديجيتال (1991)[60][61] وإم بي 3 (1994)،[59] ومعايير التلفزيون الرقمي مثل فيديو حسب الطلب [56]والتلفزيون عالي الدقة (HDTV).[62]
- زاد عدد وأنواع الأجهزة المنزلية بشكل كبير بسبب التقدم في التكنولوجيا ، والاعتماد الواسع على MOSFETs، وتوافر الكهرباء، والانتقال من الوسائط التناظرية إلى الرقمية، وزيادة الثروة ووقت الفراغ. أصبح فرن الميكروويف شائعًا خلال الثمانينيات وأصبح معيارًا في جميع المنازل بحلول التسعينيات. انتشر التلفزيون الكبلي والفضائي بسرعة خلال الثمانينيات والتسعينيات. بدأت أجهزة الكمبيوتر الشخصية في دخول المنزل خلال السبعينيات والثمانينيات أيضًا.
- انتشرت ألعاب الفيديو في أواخر السبعينيات والثمانينيات ، مع العصر الذهبي لألعاب الفيديو.
- تم تمكين عصر مشغل الموسيقى المحمول من خلال تطوير راديو الترانزستور، وأشرطة المسار 8 وأشرطة الكاسيت في الستينيات، والتي بدأت ببطء في استبدال مشغلات التسجيلات، وبلغت ذروتها في Sony Walkman في أواخر السبعينيات. تم استبدال هذه بدورها بالقرص المضغوط الرقمي (CD) خلال الثمانينيات إلى التسعينيات. أدى انتشار تنسيق ترميز الصوت إم بي 3 المستند إلى مركز مطوري موزيلا[59] على الإنترنت خلال منتصف التسعينيات إلى أواخره إلى جعل التوزيع الرقمي للموسيقى ممكنًا.
- تم نشر مسجلات أشرطة الفيديو (VCRs) في السبعينيات، ولكن بحلول نهاية القرن العشرين، بدأت مشغلات دي في دي في استبدالها، مما جعل تقنية في إتش إس قد عفا عليها الزمن بحلول نهاية العقد الأول من القرن الحادي والعشرين.
- كان هناك نمو سريع في صناعة الاتصالات السلكية واللاسلكية في نهاية القرن العشرين، مدفوعًا بتطور تكامل واسع النطاق (LSI) تكنولوجيا سيموس التكميلية، نظرية المعلومات، معالجة الإشارات الرقمية، والاتصالات اللاسلكية مثل الشبكات الخلوية والهواتف المحمولة.[63]